# おはよう!スプーン
『おはよう!SPOON』（おはよう!スプーン）とは、2010年4月5日から2012年9月28日まで、アール・エフ・ラジオ日本で毎週月曜日から金曜日の午前6:30 - 午前8:55に放送されていたワイド番組である。

## 出演者

### メインパーソナリティ
- 宮川賢（劇団ビタミン大使ABC･主宰）（月 - 木曜日、2010年4月5日 - 2012年9月27日）
- Wコロン（ねづっち・木曽さんちゅう）（金曜日、2011年4月8日 - 2012年9月28日）

#### 過去のメインパーソナリティ
- 長瀬真（金曜日、2010年4月9日 - 2011年4月1日）
  - 番組タイトルは同じだか宮川版とはフォーマットが異なり、番組メインの｢ニューススプーン曲げ｣などの投稿コーナーは一切無かった。そのかわりにメッセージテーマを募集した。

#### 代理パーソナリティ
宮川が主宰の舞台公演(年2回)があるときは、1週間ないし2週間番組を休む。基本的には木曽さんちゅうが代理で担当した。
- Wコロン（2010年5月17日 - 20日、2010年5月26日、2011年5月23日 - 26日、2011年9月26日 - 29日、2012年5月21日 - 24日 ※2011年5月27日は木曽のみ）
- 木曽さんちゅう&シンデレラ畠山（2010年5月24日）
- 木曽さんちゅう&大輪教授（2010年5月25日）
- 木曽さんちゅう&マキタスポーツ（2010年5月27日）
- 木曽さんちゅう&時東ぁみ（2010年11月8日）
- 木曽さんちゅう&笹峯愛（2010年11月9日）
- 木曽さんちゅう&どきどきキャンプ（2010年11月10日）
- 木曽さんちゅう&福田萌（2010年11月11日）

#### 助っ人アシスタント
宮川が風邪で声が出しづらかったため、急遽助っ人アシスタントを導入した。スプーン曲げのネタやメール読みを手伝う。
- 岡田幸生（当番組作家、夜ふかしの会･主宰）（2011年6月15日）
- 佐藤満春（どきどきキャンプ）（2011年6月16日、2012年5月9日）

### ニュース･天気予報担当
- 飯島理之（月曜日）
- 柴崎啓志（火曜日）
- 田島祐子（水曜日）
- 堀江政史（木曜日）
- 佐藤友美（金曜日）

### 各曜日レギュラー
- 有馬晴海（月曜日、2010年4月 -2012年9月 ※2年半通して唯一のレギュラー） - 政治
- 高倉亨(ラジオ日本報道センター記者)（水曜日、2012年1月 - 2012年9月） - ニュース解説
- X-GUN（水曜日第1週、2010年10月 - 2012年9月） - K-POP
- どきどきキャンプ（水曜日第2週、2010年10月 - 2012年9月） - トイレ
- キャプテン渡辺（水曜日第3週、2011年5月 - 2012年9月） - クズ人間
- 赤プル（水曜日第4週、2010年10月 - 2012年9月） - ダメ亭主
- 畠山健（シンデレラ）（水曜日第5週、2011年6月 - 2012年8月） - 世界遺産
- 吉新拓世（木曜日、2011年4月 - 2012年9月） - 法律相談

#### 過去の各曜日レギュラー
- Wコロン（水曜日第3週、2010年10月 - 2011年4月 ※2010年4月 - 9月まで毎週水曜日に出演） - なぞかけ
- 吉岡あや（木曜日、2010年10月 - 2011年3月） - 競馬（2010年4月 - 9月までは火曜日に歌舞伎を担当）
- 小山真理（木曜日、2010年4月 - 2011年9月） - ニュース･天気予報担当
- 奥井規晶（金曜日、2010年4月 - 2011年4月 ※長瀬のパートナー役、2時間半を通して出演していた）
- ドン小西（隔週金曜日、2010年4月） - ファッション
- 城下尊之（金曜日、2010年10月 - 2011年3月 ※電話出演） - 芸能界
- 小林アナ（金曜日、2011年4月 - 10月 ※担当コーナーが終わっても番組ラストまで出演していた） - サブカルチャー
- 細谷悠子（神奈川県エルピーガス協会）（金曜日第1週、2011年10月 - 2012年3月） - LPガス

### 中継レポーター
「マーサルーズ･エンジェル」のコーナーにて中継リポートがあった。（火曜日中継コーナー、2010年10月 - 2011年12月）
- 鈴木沙弥香（エンジェルさやか）
- 矢追真寿美（デビルますみ）
- 疋田しおり
- 夏目真紀子
- 井上あかね
- 坪内悟

## 番組コンセプト
- １日の中で朝食は最も大事な食事！日々のニュースでカロリー摂取！〜朝はスプーンで召し上がれ〜

- この番組は皆さんからの「投稿」で成り立っています。毎日出てくるニュースの中から番組が出すお題に答える看板コーナー「ニューススプーン曲げ」は世の中の出来事をオリジナルな視点で考えてもらう、おはスプ流「頭の体操」。みんなも脳の活性化しちゃおうぜ！

## おもなコーナー
- 頭の体操時事ネタ大喜利「ニューススプーン曲げ」 - その日のニュースを題材とした大喜利を展開している、番組の縦軸コーナー。
- 「まさるの部屋」 - 週がわりでゲストを呼んで、宮川がゲストとトークするコーナー。（月 - 木の帯コーナー）
- 「あの日あの歌」 - 読売新聞のデータベース「ヨミダス歴史館」から過去の出来事を紹介し、関連の曲をかける。
- 「へりくつお悩み相談」（火曜日） - 宮川がリスナーから寄せられた悩みにポジティブに回答する。
- 「おはスプ伝言板」（不定期） - 電話もしくはスタジオ出演により店の宣伝やイベントの告知などができるゲストコーナー。

### 各曜日コーナー
- 「戦え！中間管理職マサル」（月曜7:15頃）
- 「今週の予定」（月曜7:30頃）
- 「教えて有馬さん」（月曜8:15頃）
- 「本読んじゃいな！」「名作に一言足してみよう」（月曜8:30頃）
- 「ジャパナイズ大作戦」「映画興行成績ランキング」（火曜7:15頃）
- 「へりくつお悩み相談」（火曜7:50頃）
- 「BF180ﾟ〜ブレックファーストワンエイティ〜」「まさるの耳はロバの耳」（火曜8:15頃）
- 「運び屋インディー」（火曜8:30頃）
- 「高倉記者のニュース解説はモーニングの後で」（水曜7:15頃）
- 「X-GUNのグンバツ！Kポップ！」（第1水曜8:15頃）
- 「どきキャン佐藤のトイレその後に！岸学の朝からおのろけ！」（第2水曜8:15頃）
- 「キャプテン渡辺の星クズ達のステージ！」（第3水曜8:15頃）
- 「赤プルの夢から覚めねーかんな！」（第4水曜8:15頃）
- 「シンデレラ畠山の大好き！世界遺産！」（第5水曜8:15頃）
- 「おはスプ名言集」「それゆけ！みちのく☆番長！」（水曜8:30頃）
- 「給湯室まさる」（木曜7:15頃）
- 「知っときなトゥルース」（木曜8:15頃）
- 「若手イケメン？弁護士･吉新拓世の相談しちゃいな！」（木曜8:30頃）
- 「ねづっち巨人軍」（金曜6:53頃）
- 「なぞかけ応援団」（金曜7:15頃）
- 「妄想おバカニュース」（金曜7:35頃）
- 「勝手に観光大使」（金曜8:15頃）
- 「ダブル大捜査線〜インターネットを封鎖せよ〜」（金曜8:35頃）

## タイムテーブル
- 6:30　朝刊ピックアップ〜オープニング〜ニューススプーン曲げ･お題発表
- 6:45　ラジオ日本交通情報【首都高】
- 6:48　アゲアゲニュース
- 6:55　ニューススプーン曲げ(1)
- 7:00　読売新聞ニュース・天気予報
- 7:05　目覚ましの1曲
- 7:15　快適生活ラジオショッピング(不定期)
- 7:25　交通情報【東京】＆通勤情報【JR】【羽田】
- 7:30　ニューススプーン曲げ(2)
- 7:35　まさるの部屋(月 - 木)･妄想おバカニュース(金)
- 7:45　交通情報【九段】
- 7:48　ニューススプーン曲げ(3)
- 7:54　あの日あの歌
- 8:00　読売新聞ニュース・天気予報
- 8:05　2度寝目覚ましの1曲
- 8:10　ニューススプーン曲げ(4)
- 8:15　各曜日バラエティーコーナー(1)
- 8:30　ニューススプーン曲げ(5)〜各曜日バラエティーコーナー(2)
- 8:40　ラジオショッピング(不定期)
- 8:45　交通情報【神奈川】【九段】
- 8:50　ニューススプーン曲げ大賞発表〜エンディング

## その他
- 放送はラジオ日本･東京支社（麻布台）の第1スタジオから行われていた。
- 火曜日（2010年9月までは木曜日）は曜日レギュラー不在の代わりにゲストコーナー「まさるの部屋」があった。(その後、月 - 木曜日 7:35 - 7:45頃)
- 各曜日レギュラーによる「各コーナー」および「まさるの部屋」は2010年6月21日からポッドキャスト配信されていた。
- 2011年1月3日と2012年1月2日,3日は箱根駅伝があったので短縮バージョンだった。（1時間の事前収録）
- 1月5日や祝日に中央競馬が開催するときは拡大バージョンになる。（3時間の生放送）※ただし、競馬中継で休止になる番組内での箱番組はここで消化した。
- 2011年4月8日から、金曜パーソナリティの長瀬真が降板し、お笑いコンビのWコロンが担当となる。
- 2012年9月5日の放送(｢X-GUNのグンバツ！Kポップ！｣のコーナー内)で番組の終了が発表された。
- 2012年の秋改編『開局55周年プレ・イヤー』の改編により「岩瀬惠子のスマートNEWS」がスタートすることに伴い2年半の歴史に幕を閉じた。（番組全放送回数は660回）
- 「ニューススプーン曲げ」に投稿するリスナーのことを敬意に称して『曲げ職人』と呼ぶ。
- 番組が終了後、暫くしてTwitter上で「おはよう!スプーン」のハッシュタグ(#spoon1422)を活用して、曲げ職人が番組非公式で『裏スプーン曲げ』として大喜利を展開している。
- 2013年4月21日、｢宮川賢の日曜!えぴきゅりあん｣で約7ヶ月ぶりにラジオ日本に復帰した。

## 関連番組
- 宮川賢の日曜!えぴきゅりあん
- サタデー大人天国! 宮川賢のパカパカ行進曲!!
- 宮川賢のまつぼっくり王国
- 夜な夜なニュースいぢり X-Radio バツラジ
- 宮川賢の誰なんだお前は?!